# Djirnda
Djirnda ist eine Gemeinde (commune) im Département Foundiougne der Region Fatick, gelegen im zentralen Westen Senegals. Sie besteht aus dem namensgebenden Hauptort (chef-lieu) sowie weiteren Dörfern (villages) und Weilern (hameaux).

## Geographische Lage
Die Gemeinde Djirnda liegt im Nordwesten des Départements und im UNESCO-Welterbe Saloum-Delta. Das Gemeindegebiet nimmt den nordöstlichen Teil der Inselgruppe Îles du Gandoul ein und wird von dem rund 1100 Meter breiten Saloum-Hauptarm im Nordwesten und dem rund 700 Meter breiten Diombos im Osten begrenzt. Die Südgrenze folgt einer Kette von Bolongs, die durch ein amphibisches Mangrovengebiet im Rhythmus der Gezeitenströmung mäandrieren und beide Flüsse miteinander querverbinden. Das Gemeindegebiet hat einschließlich der Wasserflächen eine Größe von 192,40 km². Auf dem Gemeindegebiet lassen sich etwa zwei Dutzend hochwassersichere Inselzonen identifizieren, die sich in der Satellitenperspektive aus der amphibischen Mangrovenwaldzone durch eine völlig andere Art der Vegetation abheben. Ihre Gesamtfläche mag sich auf etwa 32,00 km² belaufen.
Der Hauptort Djirnda liegt am linken südlichen Ufer des Saloum in Höhe der Verzweigung mit dem Bôlon de Diogane auf einer etwa zwei Quadratkilometer großen Insel, von anderen Inseln des Gemeindegebiets durch Mangrovenwald und Bolongs getrennt. Der Hauptort liegt 22 Kilometer südwestlich der Départementspräfektur Foundiougne und 120 Kilometer südöstlich von Dakar. Benachbarte Kommunen sind im Uhrzeigersinn Fimela im Norden, Djilor im Osten, Bassoul im Süden sowie im Westen Dionewar.
Die Gemeinde Djirnda ist die einzige im Département Foundiougne, zu deren Gebiet auch Dörfer auf der rechten nördlichen Seite des Saloum-Hauptarms zählen. Es handelt sich um die drei Dörfer Diamniadio, Félir (mit Ndakhonga) und Fayako. Dies ist für die Gemeinde von Bedeutung namentlich seit Einweihung des Hafens von Ndakhonga im Jahr 2015.

## Geschichte
Das Dorf Djirnda war seit 1972 Hauptort einer Landgemeinde (communauté rurale) und die erhielt 2014, wie in Senegal alle communautés rurales, den landesweit einheitlichen Status einer Gemeinde (commune).

## Bevölkerung
Die letzten Volkszählungen ergaben jeweils folgende Einwohnerzahlen:
| Jahr | Einwohner |
| ---- | --------- |
| 1988 | 6.072     |
| 2002 | 7.659     |
| 2013 | 8.649     |
| 2023 | 10.418    |

Nach dem Zensus 1988 umfasste die Landgemeinde Djirnda zehn Dörfer. Der Hauptort Djirnda hatte damals 1362 Einwohner und lag damit nach Einwohnerzahl in der Landgemeinde an erster Stelle vor Diamniadio (1026 Einwohner), Mounde (930 Einwohner), Nghadior (644 Einwohner) und Baouth (601 Einwohner).

## Verkehr und Infrastruktur
Djirnda liegt abseits des Netzes der Nationalstraßen. Sowohl die Gemeinde Djirnda im Ganzen als auch die Dörfer der Gemeinde untereinander sind grundsätzlich nur auf dem Wasserweg erreichbar. Von Djirnda aus hat man Wege und Stege geschaffen, um wenigstens bei Ebbe die Nachbardörfer Fambine, Maya und Nghadior auf dem Landweg erreichen zu können. Als die wichtigsten Verkehrsmittel sind am Hauptort aus der Satellitenperspektive rund 140 am Strand liegende größere und kleinere Pirogen zählbar, die den Personen- und Warenverkehr des Ortes bewältigen und nicht zuletzt dem Fischfang und der Gewinnung von Meeresfrüchten dienen.
Neben Landwirtschaft und Fischerei ist der Tourismus durch die Lage im UNESCO-Welterbe Saloum-Delta mit seinen Natur- und Kulturschätzen wirtschaftlich von Bedeutung.